# トニー・マッコイ
アントニー・ピーター・マッコイ（Anthony Peter "A.P." McCoy OBE、1974年5月4日〜）は、イギリス、北アイルランド出身の元騎手である。

## 来歴
マッコイは1994年の秋より騎手となり、そのシーズンで74勝を挙げた。2年目のシーズンは179勝を挙げて初めて最多勝利騎手となった。
2001/02シーズンに記録した289勝はゴードン・リチャーズが平地競走において1949年に記録した269勝を上回り、イギリス競馬のシーズン最多勝利記録となった。
2002年8月27日にリチャード・ダンウッディが記録した通算1699勝を超えた。
2009年2月9日にプランプトン競馬場において通算3000勝を達成した。
1997年にミスターマリガンでチェルトナムゴールドカップに優勝するなど、イギリスの数多くの主要重賞に勝利している。
イギリスの競馬競走の中で最も有名であるグランドナショナルには長年縁がなかったが、2010年ついにドントプッシュイット（Don't Push It）で優勝した。これは彼にとって15回目のグランドナショナル挑戦であった。その年にBBC・スポーツ・パーソナリティ・オブ・ザ・イヤー賞を受賞した。2013年にはRTÉスポーツ・パーソン・オブ・ザ・イヤーも受賞している。
2015年、騎手を引退した。